# Iñaki Álaba Trueba
Iñaki Álaba (Donosti, 14 de novembre de 1966) és un exfutbolista basc, que jugava com a defensa. També ha estat conseller de la Reial Societat.

## Carrera esportiva
Álaba va passar gairebé tota la seua carrera a la Reial Societat. Va debutar en primera divisió amb els blanc-i-blaus jugant 25 minuts a la 87/88. En els anys posteriors va sumar més partits amb els donostiarres, fins a arribar als 25 (i un gol) de la temporada 92/93. A partir d'ací va deixar de comptar per als entrenadors reialistes: juga 13 partits a l'any següent i no apareix cap minut en la 94/95.
L'estiu de 1995 fitxa per la CF Extremadura, on tan sols juga 3 partits. Després d'això es retira, amb un bagatge de 83 partits a la màxima divisió, amb 2 gols.